# Stenoma bathrogramma
Stenoma bathrogramma es una especie de polilla del género Stenoma, orden Lepidoptera. Fue descrita científicamente por Meyrick en 1912.

## Distribución
Se distribuye por Venezuela.